# Bryan Millard
Bryan Millard (Sioux City, 2 dicembre 1960) è un ex giocatore di football americano statunitense che ha giocato nel ruolo di offensive lineman per la maggior parte della carriera con i Seattle Seahawks della National Football League (NFL). Al college ha giocato a football alla University of Texas at Austin.

## Carriera professionistica
Millard non fu scelto nel Draft NFL 1983 e firmò coi New Jersey Generals della United States Football League che lo selezionarono nel 12º giro del draft della lega. Nella sua stagione da rookie, Millard aiutò Herschel Walker a correre 1.812 yard, anche se un infortunio al ginocchio tenne Millard fuori a metà stagione. Nel 1984, i blocchi di Millard aiutarono Walker a correre altre 1.339 yard, mentre il fullback Maurice Carthon guadagnò anch'egli altre mille yard su corsa. I Generals raggiunsero i playoff quell'anno ma dopo che a primavera la stagione USFL terminò, Millard abbandonò la squadra per unirsi ai Seahawks della NFL.
Dopo essere rimasto in panchina nella stagione 1984, Millard giocò 9 gare come tackle destro titolare nel 1985. Nel 1986, i Seahawks lo spostarono nel ruolo di guardia destra, dove rimase il titolare fino alla stagione del suo ritiro nel 1991. I nlocchi di Millard aiutarono un talentuoso reparto d'attacco che comprendeva dei Pro Bowler come il quarterback Dave Krieg, il wide receiver Steve Largent, il tailback Curt Warner e il fullback John L. Williams. Gli osservatori della NFL all'epoca lo considerarono una delle guardie più sottovalutate della lega, ma Millard venne inserito nel second-team all-conference nel 1988 da un sondaggio della United Press International. Come guardia destra titolare aiutò i Seahawks a terminare con record vincenti nel 1986, 1987, 1988 e 1990, raggiungendo i playoff nel 1987 e 1988.
Gli infortuni costrinsero Millard al ritiro dopo la stagione 1991. Nel 1997, un sondaggio condotto da NFL.com lo nominò il miglior uomo della linea offensiva della storia dei Seahawks.

## Palmarès
- Formazione ideale del 35º anniversario dei Seahawks
- 50 migliori giocatori del 50º anniversario dei Seahawks

## Statistiche
| Partite totali | 121 |

Nota: Statistiche solo NFL